# Nicholas Gonzalez
Pour les articles homonymes, voir Gonzalez.
Nicholas Gonzalez, né le 3 janvier 1976 à San Antonio, est un acteur américain. Il est principalement connu pour son rôle dans The Good Doctor. 
Il se fait connaître par le rôle d'Alex Santiago dans Resurrection Blvd. (en) (2000-2002). Il devint un visage familier du petit écran en enchaînant les rôles réguliers dans des séries telles que Newport Beach (2004-2005), Melrose Place : Nouvelle Génération (2009), Off the Map : Urgences au bout du monde (2011), Sleepy Hollow (2013-2014), Pretty Little Liars (2016-2017), Murder (2017-2018), Being Mary Jane (2017-2018) et Good Doctor (2017-2020).  

## Biographie

### Jeunesse et formation
Nicholas Gonzalez naît à San Antonio, Texas. Il étudie au Central Catholic Marianist High School. Après l'obtention de son diplôme en 1994, il commence des études à l'université Stanford. Il effectuera également une partie de ses études à l'université d'Oxford et au Trinity College de Dublin.
Après avoir obtenu une licence ès lettres en 1998, il est approché pour jouer dans une pièce de María Irene Fornés.
Dans le même temps, il intègre une troupe de théâtre à San Francisco, poussé par une professeur et actrice de Stanford, Alma Martinez.

### Vie privée
Le 16 avril 2016, il épouse l'actrice Kelsey Crane que l'on peut d'ailleurs voir dans un épisode de la saison 2 de Good Doctor en tant que patiente. 
Leur fille, Ever Lee Wilde Gonzalez est née le 1er mars 2017.
Son fils Léo Camino Gonzalez est né le 21 décembre 2021.[réf. souhaitée]
Nicholas est assez actif sur les réseaux sociaux en particulier Instagram.

## Carrière

### Débuts et révélation à la télévision
En 1998, il déménage à Los Angeles, et commence à jouer dans des séries telles Dharma et Greg et One World (en).
Au début des années 2000, il se fait connaître en jouant l'un des premiers rôles de la série dramatique Resurrection Blvd. qui raconte le quotidien d'une famille mexicaine dans un quartier défavorisé de Los Angeles. Il incarne Alex Santiago, un étudiant en médecine qui préfère arrêter ses études pour devenir boxeur professionnel. Ce show est son premier succès et dure trois saisons. 
Parallèlement, il s'invite sur le plateau de plusieurs séries télévisées comme Walker, Texas Ranger, That '70s Show et joue dans le thriller La Loi des armes avec Jon Abrahams et Jeff Bridges ainsi que l'indépendant Spun avec Jason Schwartzman et Mickey Rourke. 
En 2004, il est l'un des premiers rôles d'Anacondas : À la poursuite de l'orchidée de sang avec KaDee Strickland et Morris Chestnut. Les apparitions à la télévision, dans des séries installées, s'enchaînent : Newport Beach, Grey's Anatomy, True Blood, Les Experts : Miami mais encore Mon oncle Charlie et NCIS : Enquêtes spéciales.
En 2006, il est le premier rôle du direct-to-video, En territoire ennemi 2.
Il s'ensuit quelques rôles récurrents comme dans les éphémères Mental, Melrose Place : Nouvelle Génération, Off the Map : Urgences au bout du monde et Underemployed. 

### Rôles réguliers
En 2011, il renoue avec le vidéofilm pour S.W.A.T.: Firefight, suite du premier opus S.W.A.T. unité d'élite, sorti en 2003. La même année, il joue dans le téléfilm Lifetime, La Rançon d'une vie avec Teri Polo et Esai Morales. 
L'année suivante, il poursuit sa collaboration avec ce réseau en étant à l'affiche de Sandra Chase : Une innocente en prison, un drame porté par Barbara Hershey et Rachael Leigh Cook. 
Mais il parvint à s'inviter aussi dans des séries qui connaissent un plus large succès, tels que Sleepy Hollow, Jane the Virgin ou la fantastique Flash, dans laquelle il joue le frère de Cisco. 
En 2014, il est à l'affiche du deuxième volet de la série de films American Nightmare / La Purge, entamée en 2013, American Nightmare 2 : Anarchy. En 2015, il participe au jeu vidéo Battlefield Hardline. 
Entre 2016 et 2017, il a été choisi pour jouer le policier Marco Furey, dans la série Pretty Little Liars qui connait le succès auprès d'un public essentiellement adolescent,. Les années qui suivent, il est un personnage récurrent dans deux séries portées par des femmes, Murder avec Viola Davis et Being Mary Jane avec Gabrielle Union. 
Dans le même temps, il rejoint la distribution principale de Good Doctor, une série médicale et dramatique portée par Freddie Highmore qui interprète un jeune docteur autiste savant. Il joue le rôle d'un brillant chirurgien, mentor de plusieurs internes en chirurgie, arrogant et peu enthousiaste à l'idée d'accueillir ce médecin autiste,,. Il quitte la série à l'issue de la saison 3, en 2020, à la suite d'une décision créative.
En 2021, il entame un des rôles principaux dans la nouvelle série, La Brea, dans laquelle il joue un pilote d'avion. À la suite de la saison 2, une troisième est en tournage, toujours avec Gonzalez.
En 2022, il est à l'affiche du film Borrego de Jesse Harris aux côtés de Lucy Hale.

## Filmographie

### Cinéma

#### Courts métrages
- 2005 : 5 Stages of Grief de Manuel Bermudez : Nick
- 2008 : Christmas Break de Matthew Del Negro : Nico
- 2009 : Columbia Ave. de Mel Rodriguez III : Tommy Cialini (également producteur)
- 2014 : Lost Music de Deborah LaVine : Luc
- 2015 : Ouroboros de Scott Fleishman : Chase
- 2015 : Azadah de Michael Risley : Miles

#### Longs métrages
- 2001 : La Loi des armes (Scenes of the Crime) de Dominique Forma : Marty
- 2001 : Marco Polo : Return to Xanadu de Ron Merk : Marco jeune (voix)
- 2002 : Spun de Jonas Åkerlund : Angel
- 2004 : Anacondas : À la poursuite de l'orchidée de sang (Anacondas : The Hunt for the Blood Orchid) de Dwight H. Little : Dr. Ben Douglas
- 2005 : Dirty de Chris Fisher : Officier Rodriguez
- 2005 : Venice Underground d'Eric DelaBarre : Jack
- 2006 : Sea of Dreams de José Pepe Bojórquez : Sebastian
- 2006 : Splinter de Michael D. Olmos : Inspecteur Diaz
- 2007 : Rockaway de Jeff Crook et Josh Crook : Trane
- 2008 : B.O.H.I.C.A. de D.J. Paul : Rivera
- 2009 : Falling Awake d'Agustin : Eddie
- 2009 : Down for Life d'Alan Jacobs : Officier Guttierez
- 2011 : S.W.A.T.: Fireflight : Justin Kellog
- 2013 : Water & Power de Richard Montoya : Power
- 2014 : American Nightmare 2 : Anarchy (The Purge : Anarchy) de James DeMonaco : Carlos
- 2016 : Chalk It Up d'Hisonni Johnson : Journaliste de la CIA
- 2017 : Pray for Rain d'Alex Ranarivelo : Nico Reynoso
- 2019 : Sous nos pieds (Beneath Us) de Max Pachman : Homero Silva
- 2022 : Borrego de Jesse Harris : le shérif

### Télévision

#### Séries télévisées
- 1998 : Dharma et Greg (Dharma and Greg) : Juan jeune
- 1999 : Undressed : Andy
- 2000 - 2002 : Resurrection Blvd. : Alex Santiago
- 2001 : Walker, Texas Ranger : Juan Guerro
- 2002 : That '70s Show : Thomas
- 2004 : American Family : Conrado jeune
- 2004 - 2005 : Newport Beach : D.J.
- 2004 - 2005 : New York, unité spéciale (Law and Order : Special Victims Unit) : Inspecteur Mike Sandoval (saison 6, épisodes 10 et 16)
- 2005 : Ghost Whisperer : Teofilo « Teo » de la Costa
- 2006 : Close to Home : Juste Cause (Close to Home): Inspecteur Jonathan Ortiz
- 2006 : Ugly Betty : Carlo Medina
- 2007 : Raines : Julio Santiago
- 2007 : Grey's Anatomy : Clark West
- 2007 : Viva Laughlin : Marcos Navarro
- 2008 : Brothers and Sisters : Mario
- 2008 : True Blood : Jerry
- 2009 : Les Experts : Miami (CSI : Miami) : Alfonso Reyes
- 2009 : Mental : Arturo Suarez
- 2009 : Forgotten : Inspecteur Garza
- 2009 : Melrose Place : Nouvelle Génération (Melrose Place) : Inspecteur James Rodriguez
- 2010 : The Closer : L.A. enquêtes prioritaires (The Closer) : Marc Torres
- 2011 : Off the Map : Urgences au bout du monde (Off the Map) : Mateo
- 2011 : The Glades : Raphael Dominga
- 2011 : Memphis Beat : Dominic
- 2011 : Charlie's Angels : Roman Stone
- 2011 : Mon oncle Charlie (Two and a Half Men) : Master Baker
- 2012 : Grimm : Ryan Showalter
- 2012 - 2013 : Underemployed : Keith Powers
- 2013 : Witches of East End : Anthony
- 2013 - 2014 : Sleepy Hollow : Inspecteur Luke Morales
- 2014 : Resurrection : Député Connor Cuesta
- 2014 : Modern Family : Diego
- 2014 - 2015 : Jane the Virgin : Marco Esquivel
- 2014 - 2017 : BoJack Horseman : Un homme du cartel (voix)
- 2015 : Bones : Eric Morales
- 2015 - 2016 : Flash (The Flash): Dante Ramon / Rupture
- 2016 : Bordertown : Ernesto Gonzalez / J.C / Pablo Barracuda
- 2016 : NCIS : Enquêtes spéciales : David Silva
- 2016 : Frequency : Ted Cardenas
- 2016 - 2017 : Harry Bosch : Inspecteur Ignacio Ferra
- 2016 - 2017 : Pretty Little Liars : Inspecteur Marco Furey
- 2017 : Rosewood : Rodrigo Vargas
- 2017 : Les Griffin (Family Guy) : Dealer de drogue (voix)
- 2017 : Narcos : Agent Lopez
- 2017 - 2018 : Murder (How to Get Away with Murder) : Dominick
- 2017 - 2019 : Being Mary Jane : Orlando Lagos
- 2017 - 2020 : Good Doctor : Dr. Neil Melendez (saisons 1 à 3)
- 2019 : Undone : Tomas
- depuis 2021 : La Brea : Levi Delgado

#### Téléfilms
- 1999 : My Little Assassin de Jack Bender : Andre Castro
- 2000 : The Princess & the Barrio Boy de Tony Plana : Sol Torres
- 2010 : Pas à pas vers son destin (After the Fall) de Bradford May : Eugene Gibbs
- 2011 : La Rançon d'une vie (We Have Your Husband) d'Eric Bross : Raul
- 2012 : Sandra Chase : Une innocente en prison (Left to Die) de Leon Ichaso : Alex
- 2013 : Le Noël de Belle d'Alex Wright : Hunter
- 2019 : Noël dans la prairie de Gary Wheeler : Clint McCree (également producteur exécutif)

### Jeux vidéo
- 2015 : Battlefield Hardline : Nicholas Mendoza

### Comme producteur
- 2006 : Fool Me Once de Paco Farias avec Sharon Lawrence (court métrage )

## Voix francophones
En France, de nombreux comédiens se sont succédé pour doubler Nicholas Gonzalez. 
Parmi les plus notables, Didier Cherbuy lui a prêté sa voix de 2004 à 2018. Depuis, Stéphane Fourreau lui a succédé.